# Castillo de Moclín

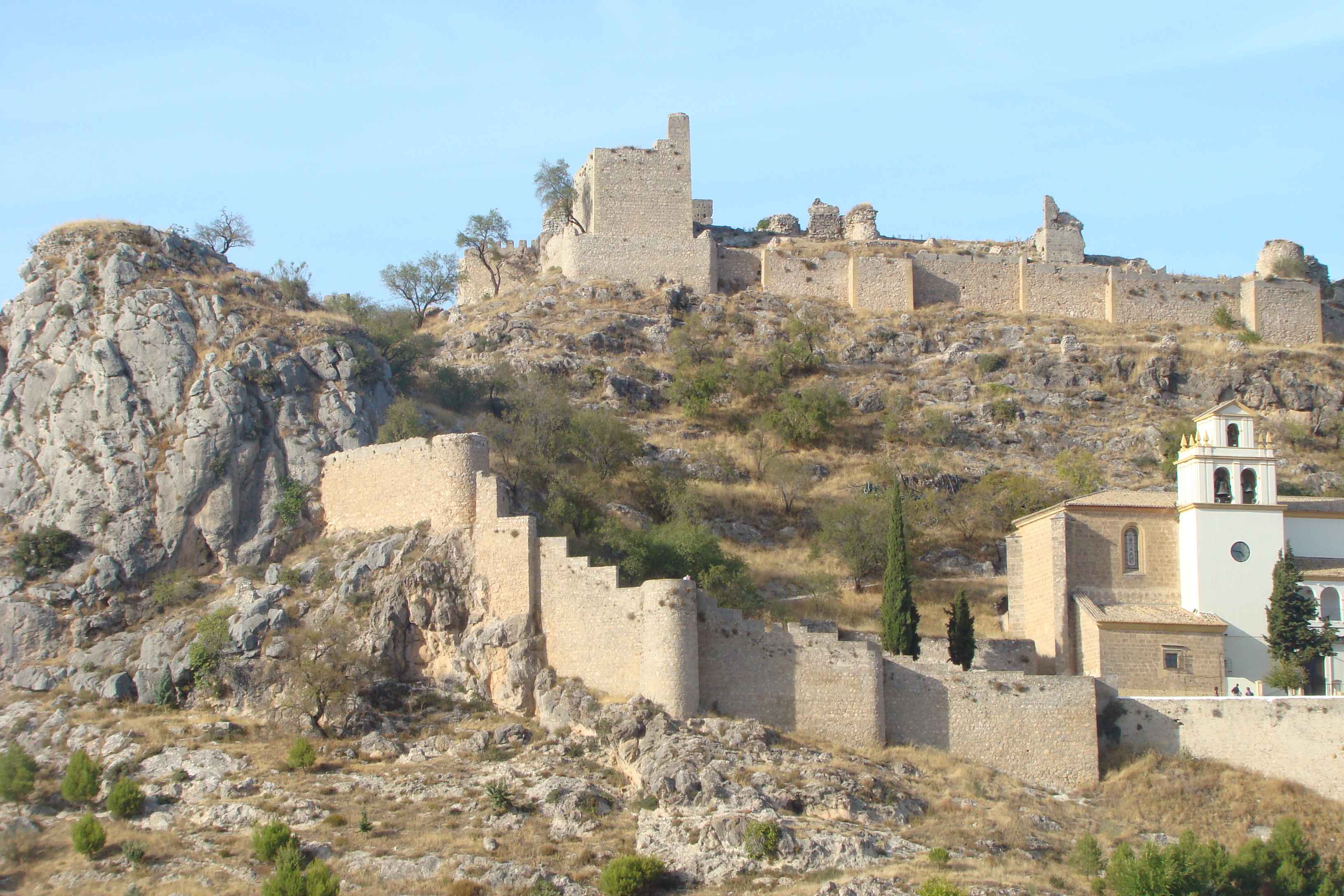
Vista del Castillo y de la villa-fortaleza de Moclín.

El castillo de Moclín es una fortaleza situada en la parte superior de la villa fortificada de Moclín, en la provincia de Granada, comunidad autónoma de Andalucía, España. Denominado durante el reino nazarí como 'Hisn Al–Muqlin' (fortaleza de las dos pupilas), en alusión a su clara condición de vigía permanente. Está datado en época nazarí, se construyó a mediados del siglo XIV, con elementos del anterior, como castillo fronterizo entre los reinos de Granada y Castilla, al ocupar una posición de primer plano en la defensa del reino nazarí, tras la conquista castellana de las fortalezas de Alcaudete (1340), Alcalá la Real y Castillo de Locubín (1341), que eran los tres principales bastiones de la red defensiva de este sector. En 1486 paso a manos de los Reyes Católicos.

## Descripción
El castillo forma parte del recinto de la propia villa fortificada. Este recinto está dividido, a su vez, en dos: el primero, más bajo, corresponde a la propia villa, rodeada por una muralla de mampostería enripiada asentada directamente en la roca madre con una potente base de cimentación construida con piedras de gran tamaño, con refuerzo en las esquinas de sillares y almenado de tapial. La muralla dispone de una gran torre-puerta de acceso, en doble recodo y en el interior de este recinto se encuentran edificios como la iglesia de la Encarnación. 
El segundo recinto es el castillo o alcazaba propiamente dicho, cerrado por un amurallamiento que, en su frente sur, es doble. La primera de ambas murallas, desde el exterior, está construida igualmente en mampostería (como el resto del amurallado), pero la segunda es de tapial. La parte norte es la que posee una mayor envergadura, por ser la que enfrentaba las tierras cristianas de Alcalá la Real, tras el pacto de Jaén. La parte superior del recinto, situada a 1.100 msm de altitud, contiene la torre del homenaje, que originalmente estaba construida en tapial, aunque luego se reforzó con mampuesto. El recinto dispone igualmente de dos aljibes, uno de gran tamaño y bien conservado, y un segundo más reducido y bastante destruido.
No quedan restos de habitaciones o viviendas, aunque las tuvo en su momento. La red defensiva del castillo se completa con una serie de torres ópticas que controlaban los accesos a la villa-fortaleza. Actualmente permanecen en pie las siguientes: Torre atalaya de Mingoandrés, Torre atalaya de la Porqueriza, Atalaya de la Mesa, Torre atalaya de La Solana y Torre de la Gallina.
Deteriorado a raíz de los daños sufridos por bombardeos en la guerra civil española, ha sido objeto de una restauración reciente (2012-2013) por parte de la Junta de Andalucía, que se ha percibido como insuficiente debido al mal estado general en que se encuentra el castillo.
Sus excavaciones arqueológicas revelaron elementos interesantes como los momentos fundacionales del castillo en el siglo XI y sus adaptaciones en función del contexto debido a su posición paulatinamente fronteriza desde los siglos XII-XIII en la zona de la Alcazaba. Desde mediados del siglo XIII a finales del siglo XV, se produce la adaptación final a la de una profunda fortificación debido al avance cristiano desde mediados del siglo XIV, creando una línea de muralla externa en la alcazaba, y revistiendo una de las torres principales en mampostería. La estratigrafía de las viviendas del interior de la muralla demuestran que las últimas fases pertenecen a época nazarí, y que a partir de la conquista cristiana esta zona se abandona, asentando a la población fuera de las murallas. En la Edad Moderna algunas zonas de la alcazaba se reocupan para el control del alcaide, encontrando muchos depósitos con material cerámico moderno de carácter variado.